# Le Pousse-pousse
Le Pousse-pousse (骆驼祥子, hanyu pinyin : Luòtuo Xiángzi) est un roman de l'écrivain chinois Lao She paru en 1937.
Le titre en chinois se traduit littéralement par Xiangzi le chameau ou Chameau le veinard. L'auteur y raconte, avec amour et compassion, la vie troublée de Siang-tse (Xiangzi), jeune paysan honnête, responsable et intègre se réfugiant à Pékin dans les années 1920 pour être tireur de pousse-pousse. Malgré sa bonne volonté et son acharnement au travail, il va peu à peu se faire broyer par une société dans laquelle l'argent est roi.
L'œuvre est souvent considérée comme une accusation de l'ancien régime et est un des chefs-d'œuvre de Lao She. Un extrait est inclus dans les manuels scolaires et l'ouvrage figure dans la liste de lecture des écoles secondaires de plusieurs régions de la Chine pour l'édification des masses laborieuses.

## Adaptations
- Un film, Rickshaw Boy (en), en a été tiré en 1982 par Ling Zifeng, avec Zhang Fengyi et Siqin Gaowa dans les principaux rôles.

## Traductions
- Lao She, Le Pousse-pousse, trad. François Cheng, Robert Laffont, 1973, rééd. Philippe Picquier, 1998,  (ISBN 2877302113)
- Lao She, Le Tireur de pousse, trad. révisée par Denise Ly-Lebreton, Éditions en langues étrangères, collection « Phénix », 1985